# SARON
SARON (Swiss Average Rate Overnight) — «эталонная» процентная ставка на денежном рынке в швейцарских франках, представляющая собой средневзвешенную ставку на условиях «овернайт» по операциям РЕПО, которые заключаются на торговой площадке биржевой группы SIX Group (Цюрих).

## Происхождение
В 2017 году Национальная рабочая группа по референсной ставке, представлявшая участников швейцарского финансового рынка, предложила SARON в качестве альтернативы CHF LIBOR. Вместо индикативных ставок, по которым рассчитывается LIBOR, выбор пал на смешанную методологию РЕПО. Рынок РЕПО лежит в основе денежного рынка швейцарского франка. Кроме того, операции на нём проводит Национальный банк Швейцарии. Считается, что SARON является лучшим индикатором, чем CHF LIBOR, поскольку SARON отражает как заключённые сделки, так и обязательные для исполнения котировки на швейцарском рынке РЕПО.

## Характеристики LIBOR и SARON
| Характеристика             | LIBOR                             | SARON                                                                              |
| -------------------------- | --------------------------------- | ---------------------------------------------------------------------------------- |
| Обеспечение                | бланковая                         | обеспеченная                                                                       |
| Срочность                  | от «овернайт» до года             | «овернайт»                                                                         |
| Премия за риск             | премия за кредитный риск заёмщика | премия за рыночный риск                                                            |
| Исходные данные            | декларируемые ставки банков       | фактические ставки по операциям и индикативные ставки, обязательные для исполнения |
| Объём торгов в день (2019) | $0,5 млрд                         | $7,7 млрд                                                                          |

## Исходные данные и расчёт
В основе SARON лежат сделки на рынке РЕПО под широкий пул обеспечения. В расчёт также включаются котировки на торговой площадке, которые представляют собой обязательства проведения операций по заявленным ценам. Статистику операций для расчёта ставки предоставляет торговая площадка SIX. Исторические данные доступны для широкой публики с 1999 года. Ежедневно SIX публикует фиксинг SARON на 12:00, 16:00 и закрытие рабочего дня в 18:00.

## Администратор ставки
Администратором ставки является биржевая группа SIX Swiss Exchange (Цюрих).